# میتی‌گلینید
میتی‌گلینید (انگلیسی: Mitiglinide) دارویی برای درمان دیابت نوع ۲ است.
میتی‌گلینید با بستن کانال‌های پتاسیم حساس به ATP در سلول‌های β پانکراس، ترشح انسولین را تحریک می‌کند.